# Seznam divizij RSI
Seznam divizij RSI.

## Seznam
- 1. alpinska divizija »Monterosa« (poznejša 4.)
- 2. pehotna divizija »Littorio«
- 3. marinska divizija »San Marco«
- 4. bersaljerska divizija »Italia« (poznejša 1.)